# クリフ・コンプトン
クリフ・コンプトン（Clifford "Cliff" Compton、1979年11月2日 - ）は、アメリカ合衆国ニューヨーク州ナソー郡出身のプロレスラーである。かつてWWEのスマックダウンに所属していた。

## 来歴
2005年9月26日、RAWのダーク・マッチでダニー・バシャムと対戦、その後にWWEと契約。OVWで活動することとなる。
2006年に入るとリングネームをドミノとし、デュースとタッグチームを結成。チェリーをマネージャーとし、1950年代キャラクターのギミックを開始する。当時はザ・スローバックス、ザ・アンタッチャブルズと名乗るなどチーム名は定まっていなかった。
2007年1月19日のスマックダウンでデュース・アンド・ドミノとしてデビュー。WWEタッグ王座を獲得するなど、スマックダウンの第一線で活躍した。
2008年8月にWWEに解雇される。
WWE解雇後、インディー団体を中心に転戦し、2010年には古巣であるOVWに復帰。2011年には所属として契約し、OVWヘビー王座を獲得している。
2013年3月、ROHに参戦。SCUMの一員として活動している。

## 備考
なおチェリーと兄妹というのはアングルである。

## 得意技
クリフハンガー
スプリングボード式トルネードDDT。WWE時代はドミノ・ドライバーという技名であった。
メディア・ブリッツ
シットアウト式スクープ・スラム・パイルドライバー
ドミノ・ドライバー
フィッシャーマンズ・バスター

## 獲得タイトル
OTW
- OTWデス・バレー王座 : 3回

WWA
- WWAヘビー級王座 : 1回

WXW
- WXWタッグ王座 : 1回（w / ジェイク・ビショフ）

DSW
- ディープ・サウス・タッグ王座 : 1回（w / デュース）

OVW
- OVWヘビー級王座 : 1回
- OVW南部タッグ王座 : 3回（w / デュース）

WWE
- WWEタッグ王座 : 1回（w / デュース）